# Max-Emanuel Geis
Max-Emanuel Geis (* 25. November 1960 in Augsburg) ist ein deutscher Rechtswissenschaftler und ordentlicher Professor für Öffentliches Recht an der Universität Erlangen-Nürnberg.

## Leben
Max-Emanuel Geis studierte Rechtswissenschaften an den Universitäten Augsburg und Freiburg. Er wurde 1990 an der Universität Regensburg promoviert und habilitierte sich 1994 ebenfalls dort. Von 1994 bis 1995 war er Professor für öffentliches Recht an der Universität Augsburg. Von 1995 bis 2002 war er Inhaber des Lehrstuhls für Staats- und Verwaltungsrecht an der Universität Konstanz. Seit 2002 ist Geis Inhaber des Lehrstuhls für Deutsches und Bayerisches Staats- und Verwaltungsrecht an der Universität Erlangen-Nürnberg. 2003 gründete er dort die Forschungsstelle für Wissenschafts- und Hochschulrecht.
Sein Publikationsverzeichnis umfasst ca. 290 Titel.
Geis ist Mitglied des Evaluationsausschusses des Wissenschaftsrats und Vorsitzender des Wissenschaftlichen Beirats des Deutschen Forschungsinstituts für öffentliche Verwaltung in Speyer. Daneben ist er gemeinsam mit Ulrich Schollwöck Vorsitzender des Landesverbands Bayern im Deutschen Hochschulverband. Seit 2018 ist er Mitglied des Bayerischen Verfassungsgerichtshofs.
Geis ist verheiratet und hat drei erwachsene Kinder.

## Schriften (Auswahl)
- Kulturstaat und kulturelle Freiheit. Eine Untersuchung des Kulturstaatskonzepts von Ernst Rudolf Huber aus verfassungsrechtlicher Sicht. Nomos-Verlags-Gesellschaft, Baden-Baden 1990, ISBN 3-7890-2194-6 (Zugleich: Regensburg, Universität, Dissertation, 1990).
- Die öffentliche Förderung sozialer Selbsthilfe. Verfassungsrechtliche Grundlagen und verwaltungsrechtliche Ausgestaltung. Nomos-Verlags-Gesellschaft, Baden-Baden 1997, ISBN 3-7890-4699-X (Zugleich: Regensburg, Universität, Habilitations-Schrift, 1994).
- Die Nebentätigkeit der Hochschullehrerinnen und Hochschullehrer. von Decker, Heidelberg 2004, ISBN 3-7685-0526-X.
- Hochschulrecht im Freistaat Bayern. Handbuch für Wissenschaft und Praxis. C.F. Müller, 2. Auflage, Heidelberg 2017, ISBN 978-3-8114-7716-2.
- Hochschulrecht in Bund und Ländern. Heidelberger Kommentar. 3 Bände, Loseblatt, C.F. Müller Heidelberg, Stand 2024, ISBN 978-3-8114-1054-1.
- Kommunalrecht. Ein Studienbuch (= Juristische Kurz-Lehrbücher). 6. Auflage. C.H. Beck, München 2023, ISBN 978-3-406-55829-0.
- Examens-Repetitorium Staatsrecht. Staatsorganisationsrecht und Grundrechte. 4. Auflage. C.F. Müller, Heidelberg u. a. 2023, ISBN 978-3-8114-9743-6.
- Fälle zum Polizei- und Ordnungsrecht. 5. Auflage. C.H. Beck, München 2024, ISBN 978-3-406-68569-9.
- Raumplanungsrecht, Nomos, Baden-Baden 2022, ISBN 978-3-8487-3457-3.
- Gewohnheitsrecht, in: Eric Hilgendorf, Jan C. Joerden (Hrsg.): Handbuch Rechtsphilosophie. Metzler, Stuttgart 2017, ISBN 978-3-476-05309-1, S. 25–29.
- Gesellschaftsverträge, in: Eric Hilgendorf, Jan C. Joerden (Hrsg.): Handbuch Rechtsphilosophie. Metzler, Stuttgart 2017, ISBN 978-3-476-05309-1, S. 193–199.
- Kommunalrecht, in: Heinrich Oberreuter: (Hrsg.): Staatslexikon. Hrsg. von der Görres-Gesellschaft, Bd. 3, Herder, Freiburg 2019, ISBN 978-3-451-37513-2, Sp. 932–936.
- Kulturverfassungsrecht, in: Heinrich Oberreuter (Hrsg.): Staatslexikon. Hrsg. von der Görres-Gesellschaft, Bd. 3, Herder, Freiburg 2019, ISBN 978-3-451-37513-2, Sp. 1198–1206.